# West Haven-Sylvan
West Haven-Sylvan es un lugar designado por el censo ubicado en el condado de Washington en el estado estadounidense de Oregón. En el año 2000 tenía una población de 7,147 habitantes y una densidad poblacional de 1,032.4 personas por km².

## Geografía
West Haven-Sylvan se encuentra ubicado en las coordenadas 45°31′4″N 122°46′8″O / 45.51778, -122.76889.

## Demografía
Según la Oficina del Censo en 2000 los ingresos medios por hogar en la localidad eran de $56,286, y los ingresos medios por familia eran $82,928. Los hombres tenían unos ingresos medios de $53,641 frente a los $41,169 para las mujeres. La renta per cápita para la localidad era de $39,055. Alrededor del 4.7% de la población estaban por debajo del umbral de pobreza.

## Localidades adyacentes
Diagrama de las localidades a un radio de 16 km a la redonda de West Haven-Sylvan. 